# Clostridium chauvoei
Clostridium chauvoei  è una specie di batterio appartenente alla famiglia delle Clostridiaceae. È l'agente eziologico del "carbonchio sintomatico", una malattia infettiva non contagiosa che colpisce bovini, ovini, caprini, suini, bufali, daini, visoni ecc. La patologia è caratterizzata da tumefazioni enfisematose del tessuto muscolare a diversa localizzazione.